# Therobia tristis
Therobia tristis là một loài ruồi trong họ Tachinidae.